# Texas World Speedway

Circuits van Speedway en Superspeedway

De Texas World Speedway is een racecircuit gelegen in de Texaanse plaats College Station. Het is een ovaal circuit en bevat tevens drie wegcircuits. Het circuit werd gebruikt voor een race uit de USAC Champ Car tussen 1973 en 1979 en voor acht races uit de NASCAR Winston Cup tussen 1969 en 1981. In 1969 werd op het circuit een race gereden uit de Can-Am die gewonnen werd door Bruce McLaren.
Momenteel worden er races gehouden uit kleinere raceklassen.
Het circuit mag niet verward worden met de Texas Motor Speedway.

## Winnaars op het circuit
Winnaars op het circuit uit de USAC Champ Car.
| Jaar | Rijder            |
| ---- | ----------------- |
| 1973 | Al Unser          |
| 1974 | Gary Bettenhausen |
| 1976 | A.J. Foyt         |
| 1976 | Johnny Rutherford |
| 1977 | Tom Sneva         |
| 1977 | Johnny Rutherford |
| 1978 | Danny Ongais      |
| 1978 | A.J. Foyt         |
| 1979 | A.J. Foyt         |
| 1979 | A.J. Foyt         |